# Dictinoïdeus
Els dictinoïdeus (Dictynoidea) o són un grup d'aranyes araneomorfes que han estat tractades com una superfamília.
La composició del grup ha variat. Els estudis filogenètics al segle xxi no han pogut confirmar la monofília dels dictinoïdeus tal com es va definir originalment.

## Filogènia
La circumscripció «clàssica» de Dictynoidea de la dècada del 1970 incloïa les famílies Amauroboididae (ara situades a Anyphaenidae), Anyphaenidae, Argyronetidae (ara inclosa a Cybaeidae), Dictynidae, Desidae, Hahniidae i Nicodamidae.
El 1991, Coddington i Levi van incloure «almenys» Desidae, Dictynidae, Cybaeidae, Argyronetidae (ara inclòs a Cybaeidae), Hahniidae i Neolanidae (ara Stiphidiidae) a Dictynoidea, que en la seva hipòtesi cladística per a la filogènia dels araneomofs es presentava com a clade dins del clade RTA. Tanmateix, van dir que situar moltes famílies a Dictynoidea tenia més a veure amb «la tradició que no pas amb la justificació explícita».
En el resum de 2005 de Jonathan A. Coddington sobre la filogènia i la classificació de les aranyes, Dictynoidea ha desaparegut. Desidae és un «agelenoide»; Dictynidae és la família més basal del clade RTA; Cybaeidae i Hahniidae són «famílies no ubicades»; Els neolànids (Amphinectidae) són un «estifidioide».
Una «topologia preferida» del 2009 també va posar gèneres de Dictynidae a la base del clade RTA i va combinar gèneres de Desidae i Agelenidae en un clade.
Un resum de 2013, que es mostra a continuació, va agrupar tres membres de la clàssica Dictynoidea en un clade, col·locant un quart en un altre clade, però sense anomenar cap dels clades. Els noms ombrejats representen Dictynoidea clàssica.
|  | Hahniidae                                                |
|  |                                                          |
|  | \| \| Dictynidae \| \| \| \| \| \| Cybaeidae \| \| \| \| |
|  |                                                          |
|  | Dictynidae                                               |
|  |                                                          |
|  | Cybaeidae                                                |
|  |                                                          |

|  | Dictynidae |
|  |            |
|  | Cybaeidae  |
|  |            |

|  | Desidae                                                                      |
|  |                                                                              |
|  | \| \| Amphinectidae (ara Desidae) \| \| \| \| \| \| Stiphidiidae \| \| \| \| |
|  |                                                                              |
|  | Amphinectidae (ara Desidae)                                                  |
|  |                                                                              |
|  | Stiphidiidae                                                                 |
|  |                                                                              |

|  | Amphinectidae (ara Desidae) |
|  |                             |
|  | Stiphidiidae                |
|  |                             |

|  | Desidae                                                                      |
|  |                                                                              |
|  | \| \| Amphinectidae (ara Desidae) \| \| \| \| \| \| Stiphidiidae \| \| \| \| |
|  |                                                                              |
|  | Amphinectidae (ara Desidae)                                                  |
|  |                                                                              |
|  | Stiphidiidae                                                                 |
|  |                                                                              |

|  | Amphinectidae (ara Desidae) |
|  |                             |
|  | Stiphidiidae                |
|  |                             |

|  | Hahniidae                                                |
|  |                                                          |
|  | \| \| Dictynidae \| \| \| \| \| \| Cybaeidae \| \| \| \| |
|  |                                                          |
|  | Dictynidae                                               |
|  |                                                          |
|  | Cybaeidae                                                |
|  |                                                          |

|  | Dictynidae |
|  |            |
|  | Cybaeidae  |
|  |            |

|  | Desidae                                                                      |
|  |                                                                              |
|  | \| \| Amphinectidae (ara Desidae) \| \| \| \| \| \| Stiphidiidae \| \| \| \| |
|  |                                                                              |
|  | Amphinectidae (ara Desidae)                                                  |
|  |                                                                              |
|  | Stiphidiidae                                                                 |
|  |                                                                              |

|  | Amphinectidae (ara Desidae) |
|  |                             |
|  | Stiphidiidae                |
|  |                             |

|  | Desidae                                                                      |
|  |                                                                              |
|  | \| \| Amphinectidae (ara Desidae) \| \| \| \| \| \| Stiphidiidae \| \| \| \| |
|  |                                                                              |
|  | Amphinectidae (ara Desidae)                                                  |
|  |                                                                              |
|  | Stiphidiidae                                                                 |
|  |                                                                              |

|  | Amphinectidae (ara Desidae) |
|  |                             |
|  | Stiphidiidae                |
|  |                             |

Un estudi del 2017 tampoc va donar suport als Dictynoidea, però va situar les famílies anteriorment incloses en aquest grup en un «clade marronoide» més àmpliament definit, que inclou Amaurobiidae, Agelenidae, Cybaeidae, Cycloctenidae, Desidae, Dictynidae, Hahniidae, Stiphidiidae i Toxopidae.

## Famílies
Les famílies incloses per algunes fonts que utilitzaven el nom Dictynoidea es mostren a la taula següent.
| Família                       | Clàssic (1970) | Coddington & Levi (1991) | Dunlop & Penny (2011) |
| ----------------------------- | -------------- | ------------------------ | --------------------- |
| Amphinectidae (ara Desidae)   | –              | sí                       | –                     |
| Anyphaenidae (Amauroboididae) | sí             | –                        | –                     |
| Cybaeidae (Argyronetidae)     | sí             | sí                       | sí                    |
| Desidae                       | sí             | sí                       | sí                    |
| Dictynidae                    | sí             | sí                       | sí                    |
| Hahniidae                     | sí             | sí                       | sí                    |
| Nicodamidae                   | sí             | –                        | –                     |